# Régis Deparis

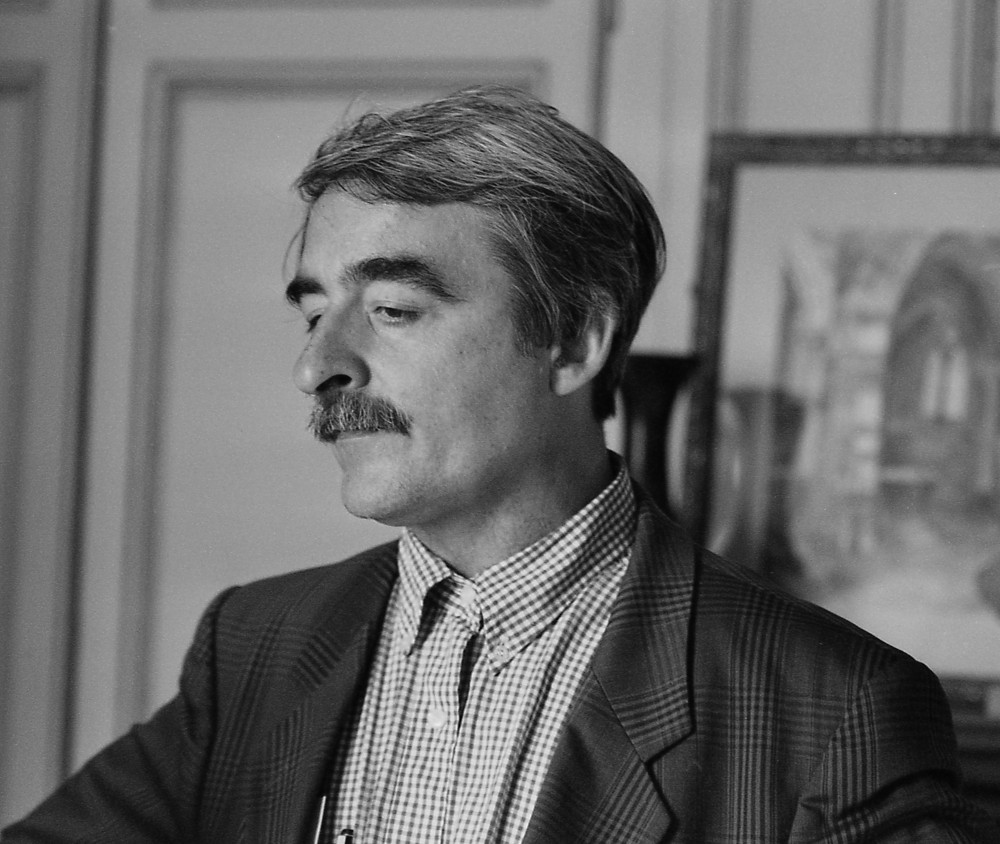
Il pittore Régis Deparis a Hesdin nel 1996, foto di Mauro Tozzi

Régis Deparis (Hallennes-lez-Haubourdin, 18 giugno 1948 – Parigi, 28 maggio 2013) è stato un pittore francese.

## Biografia
Régisse Deparis proviene da una famiglia del Nord-Pas-de-Calais.
Lascia la Francia, dopo gli studi artistici presso l'Accademia di Belle Arti di Lilla e la Scuola Nazionale di Arti Decorative di Parigi, e si trasferisce a Roma, rimanendovi per dieci anni. Le opere di questo periodo si ispirano alla storia della città e alla sua decadenza, in particolare alla "dissoluzione di un potere immenso che aveva saputo innalzare gonfaloni affrescati con i colori del mito" (tratto dalla presentazione di Francesco Ruggiero per la mostra nelle Scuderie di Palazzo Ruspoli nel 2001). Di questo periodo sono infatti la serie di paesaggi italiani, Isola Bella, Villa Lante e tanti altri.
Nel 1974 tiene la prima mostra a Parigi, cui ne seguiranno altre a Milano e Genova.
Nel 1985 vince il premio "Villa Medici hors les murs", assegnato dal Ministero delle relazioni esterne francese, che gli consente di partire per l'Egitto e lavorare sul sito archeologico di Karnak a Luxor.
Nel 1991, l'incontro con il pittore italiano Enrico Baj sarà fonte di una lunga amicizia che si concretizzerà nel 1993 in una serie di 45 tavole dipinte realizzate a quattro mani, intitolato L'io diviso, basato sull'opera dello psicoanalista Ronald Laing, e verrà presentata a Parigi.
Nel 1994, crea il Centro d'arte contemporanea Les Écuries d'Hesdin, in una parte di un vasto edificio militare del XVIII secolo (l'antica caserma La Frézelière), presso la cittadina di Hesdin, nel Pas-de-Calais, cui rimarrà sempre legato, così come resterà legato alla storia di queste terre, pubblicando nel 2004 il volume Promenade in Hesdin, nel quale, oltre a ripercorrere la storia della cittadina, unirà la memoria storica con l'arte contemporanea.
Tra le moltissime rassegne tenute nelle scuderie va ricordata la collettiva Jardins d'Hesdin, Jardin d'Eden, nel 1996, cui vi hanno preso parte artisti e fotografi come Enrico Baj, Jean Clareboudt, Jean Dessertenne, Piero Gilardi, Andy Goldsworthy, Sabine Weiss, Zofia Lipecka, Ugo Nespolo, Nils-Udo, Fabio Pellicano, Isabelle Plat, Mauro Tozzi e lo stesso Régis.
Nel 2006 si trasferisce a Lecce, in Puglia, dove viene incaricato di dipingere il soffitto monumentale di 30 m² intitolato Storia di una famiglia, storia del Salento, Omaggio a Murat presso il Palazzo Palmieri, nel quale illustra alcuni episodi storici della città.
Régis Deparis muore nel 2013 a causa di un cancro e lascia due figli: Cédric e Flora.

## Mostre personali
- 1974 galerie Lilianne François, Paris; galleria Rinaldo Rotta, Milano; galleria Rinaldo Rotta, Genova
- 1975 galerie Lilianne François, Paris; Le Chien de son maître, galleria Il Grifo, Roma
- 1976 galleria L’Indiano, Firenze; galeria Le Richerche, Torino
- 1978 galerie municipale, Vitry-sur-Seine
- 1979 espone suoi paesaggi italiani alla Fondation nationale des arts graphiques et plastiques, Parigi
- 1986 Musée d'Art Moderne Lille Métropole, série Descente aux tombeaux realizzata in Egitto
- 1992 Muséum National d'Histoire Naturelle, Jardin des Plantes, Paris, environnement peint pour La Grande Exposition des fruits et légumes
- 1993 galerie Barbier-Beltz, Paris, Le Moi divisé, d'après l'ouvrage de Ronald Laing, complesso di 45 tavole realizzato a quattro mani con l'artista italiano Enrico Baj
- 1995 galleria Nuova Gissi, Torino, retrospettiva
- 1997 Hôtel de ville d'Hesdin, 1697 Portraits de l'Abbé Prévost par Régis Deparis, mostra realizzata per terzo centenario della nascita dell'abate Antoine François Prévost.
- 2001 Palazzo Ruspoli, Roma, Viaggi in Italia. Peintures 1970-2000, retrospettiva dei suoi viaggi italiani
- 2005 L’Art contemporain dans l’église Notre-Dame, Journées du Patrimoine, Hesdin
- 2006 galleria L’Osanna, Viaggio in Puglia, Nardò
- 2007 Palazzo Palmieri, dipinto di un soffitto monumentale di 30 m² Hommage à Murat, Lecce
- 2025 Régis Deparis (1948-2013), un pittore francese in Salento, Museo diocesano, Lecce

## Mostre collettive
- 1974 25° Salon de la Jeune Peinture, musée d’art moderne de la ville de Paris, Que bien résiste, Lecco
- 1975 17 artisti francesi, galleria Alzaïa, Roma; galerie Lilianne François, FIAC, Foire internationale d’art contemporain, Parigi; Regard 74: Enquête sur une année d’activités plastiques, galerie La Pochade, Parigi; Triennale del Disegno, Civitanova Marche
- 1976 Ultimi 15 anni di Pittura in Italia, Museo Civico, Torino
- 1977 Mythologies quotidiennes 2, A.R.C 2, musée d’art moderne de la ville de Paris Six hommes / six femmes; galerie Jean Larcade, Parigi; Novembre à Vitry, galerie municipale, Vitry-sur-Seine
- 1978 34° Salon de Mai, Grand Palais, Parigi; Vous avez dit baleine?, Maison de la Culture, Châlon-sur-Saône; Le Salon de mai au Japon, exposition itinérante organisée par le journal Mainichi
- 1979 Novembre à Vitry 1969 / 1979, Exposition des lauréats du prix de peinture, Galerie municipale, Vitry-sur-Seine; Scènes de Vie d’Animaux, Saint-Gengoux-le-National
- 1980 Prove d’Autori, Museo di Belle Arti, Ravenna
- 1981 Arte e Critica, Museo Nazionale d'Arte Moderna, Roma
- 1982 Vachement beau... Portraits de quelques bovins en Franche-Comté par 12 artistes, Musée des Beaux-Arts, Dôle
- 1982 / 1983 De Matisse à nos jours, Tendances dans le Nord-Pas-de-Calais depuis 1945, Palais des Beaux-Arts, Lilla
- 1986 Création contemporaine - Quatre artistes français, Centre culturel français, Il Cairo; La Chasse et autres histoires, Reims
- 1988 French painting from the Paribas Foundation, Chamber of Commerce and Industry, Abu Dhabi
- 1991 Salon de Mai, Grand Palais, Parigi
- 1992 La Grande Exposition des fruits et légumes, Muséum d’Histoire naturelle, Jardin des Plantes, Parigi; Musée des beaux-arts, Arras;  Palais Rameau, Lilla
- 1993 Galerie de Portraits, galerie Barbier-Beltz, Parigi
- 1994 Tourisme, galerie Barbier-Beltz, Parigi; Baj & Deparis: The Divided Self, Tribeca Art Gallery, Milano; Enrico Baj & Company, Castello monumentale, Lerici; Vanité, con Bernard Dufour, André Fougeron, Macréau, Jean-Pierre Pincemin, e altri, in occasione della 100ª mostra della Galerie Barbier-Beltz, Paris
- 1995 Objets insaisissables, galerie Barbier-Beltz, Parigi; Baj & Company, Galerie Sapone, Nizza; Hesdin au XIX° siecle par trente artistes d’aujourd’hui, Centre d’art contemporain Les Écuries d’Hesdin, Pas-de-Calais
- 1996 Jardins d’Hesdin, Jardins d’Éden, Centre d’art contemporain Les Écuries d’Hesdin, Pas-de-Calais
- 1999 Orientalismo a Leuca, Villa La Meridiana, Leuca
- 2006 Arte, Mito, Salento, La Lampara, Galleria L’Osanna, Nardò
- 2021 Le forme del colore, Galerie T&L, Tricase

## Collezioni
Sue opere sono presenti in collezioni private italiane ed estere, tra cui: 
- Musée d'Art Moderne de la Ville de Paris
- Musée de Grenoble
- Fondazione BNP Paribas per l'arte contemporanea
- Agence Nationale de Création en Régions
- Fonds Régional d'Art Contemporain Franche-Comtéé
- Fonds National d'Art Contemporain